# Amenohiboko
Amenohiboko (天日槍) est un prince légendaire originaire de Silla, installé au Japon durant l'ère de l'empereur Suinin, vers le IIIe ou IVe siècle et qui réside dans la province de Tajima. Il est à l'origine du clan Tajima. Amenohiboko, dieu ancestral de la province de Tajima, est vénéré au Izushi-jinja situé dans la ville de Toyooka dans la préfecture de Hyōgo où sont supposés être conservés sept ou huit trésors apportés par Amenohiboko .
Selon le Nihon Shoki, « Dans le village de Kagami de la province d'Ōmi, il était un artisan de Suebe qui a servi le prince de Silla, Amenohiboko, qui est venu au Japon »,. 

## Source de la traduction
- (en) Cet article est partiellement ou en totalité issu de l’article de Wikipédia en anglais intitulé « Amenohiboko » (voir la liste des auteurs).